# Alan Washbond
Alan Morgan Washbond (ur. 14 października 1899 w Keene Valley, zm. 30 lipca 1965 w Plattsburgh) – amerykański bobsleista.
Brown razem z Ivanem Brownem zdobył złoty medal na Zimowych Igrzyskach Olimpijskich 1936 w ślizgu dwójek. Jego syn Waightman Washbond występował na igrzyskach 1948 i 1952 także w bobslejach.